# خوليو تللو
خوليو تللو (بالإسبانية: Julio César Tello)‏‏ (11 أبريل 1880 - 3 يونيو 1947 في ليما) عالم إنسان، وعالم آثار، وسياسي، وطبيب من البيرو.

## الجوائز
- وسام الشمس